# ميك كين
ميك كين (بالإنجليزية: Mick Cain)‏ هو لاعب اتحاد الرغبي نيوزيلندي، ولد في 7 يوليو 1885 في Waitara, New Zealand ‏ في نيوزيلندا، وتوفي في 27 أغسطس 1951 في نيو بلايموث في نيوزيلندا.